# Bugu
Bugu (en rus: Бугу) és un poble (un possiólok) de Calmúquia, a Rússia, segons el cens del 2012 tenia 27 habitants. Pertany al districte municipal de Priiútnoie.